# Нобелий
| 102     | Нобелий |
| No(259) |         |
| 5f147s2 |         |

Нобе́лий (химический символ — No, лат. Nobelium) — химический элемент 3-й группы (по устаревшей классификации — побочной подгруппы третьей группы, IIIB) седьмого периода периодической системы химических элементов Д. И. Менделеева, с атомным номером 102. Относится к семейству актиноидов.

## История открытия и происхождение названия
Первой об открытии 102 элемента заявила в 1957 году группа учёных, работавших в Стокгольме (Швеция). Они же и предложили назвать элемент нобелий в честь Альфреда Нобеля. Однако позже эти данные не были подтверждены работами других лабораторий. 102 элемент был впервые получен в ходе экспериментов на ускорителе Объединённого института ядерных исследований в Дубне в 1963—1967 годах группой Г. Н. Флёрова. Независимо от них примерно в то же время элемент был получен и в Калифорнийском университете в г. Беркли (США). В 1992 году международное научное сообщество признало приоритет открытия 102 элемента за физиками Дубны. В СССР это достижение было признано как научное открытие и занесено в Государственный реестр открытий СССР под № 34 с приоритетом от 9 июля 1963 г.
Советские исследователи предложили назвать новый элемент жолиотий (Jl) в честь Фредерика Жолио-Кюри, а американцы дали ему имя нобелий (No). Оба этих названия (Jl и No) имели хождение в изданных в разные годы Периодических таблицах элементов, пока, согласно решению ИЮПАК, за 102 элементом не было закреплено название нобелий в честь Альфреда Нобеля.

## Изотопы
Описано семнадцать изотопов нобелия с массовыми числами от 248 до 264. Два из них, 261No и 263No, до сих пор не были получены. Стабильных изотопов элемент не имеет. Наибольший период полураспада имеет изотоп 259No (58 минут), наименьший — 248No (меньше 2 микросекунд).

## Свойства
Полная электронная конфигурация атома нобелия: 1s22s22p63s23p64s23d104p65s24d105p66s24f145d106p65f147s2.
Малое время жизни изотопов нобелия и ничтожно малое количество получаемых атомов (всего порядка сотни штук) не позволяют надёжно измерить большинство его физических и химических свойств. Иногда приводится информация где его температура плавления 827 °C, но её всё же нельзя считать достоверно установленной. В 2010 году была точно определена масса некоторых изотопов нобелия путём измерения частоты их вращения в магнитном поле. Известно, что нобелий может иметь две степени окисления +2 и +3, и по химическим свойствам близок к своему аналогу из группы лантаноидов, иттербию.
Химиками Дубны методом фронтальной газовой хроматографии было установлено, что нобелий образует нелетучий хлорид, а американские химики обнаружили, что в водных растворах устойчива степень окисления +2.

## Получение
В разное время различные изотопы нобелия были получены на циклотронах в результате бомбардировки мишеней из тяжелых элементов лёгкими ионами. В качестве мишени могут использоваться изотопы урана, ряда трансурановых элементов (америций, кюрий, эйнштейний, плутоний, калифорний) или свинца. Для бомбардировки мишени берутся ионы неона 22Ne, кислорода 18O, углерода 12С, кальция 48Ca и некоторые другие. Ниже приведён пример одной ядерной реакции, приводящей к образованию изотопа 257No:
{\displaystyle {}_{96}^{248}{\textrm {Cm}}+{}_{6}^{13}{\textrm {C}}\rightarrow {}_{102}^{257}{\textrm {No}}+4{}_{0}^{1}{\textrm {n}}.}
Заметим, что каждый из изотопов может быть получен несколькими комбинациями пар мишень-частица.